# Port lotniczy Simenti
Port lotniczy Simenti (IATA: SMY, ICAO: GOTS) – port lotniczy położony w Simenti, w Senegalu.